# واسیلی
واسیلی (به لاتین: Vasili) یک منطقهٔ مسکونی در قبرس است که در ناحیه فاماگوستا واقع شده‌است.